# Poliartrite sieronegativa per il fattore reumatoide
Per  poliartrite sieronegativa per il fattore reumatoide  in campo medico, si intende una forma di poliartrite l'altra è la poliartrite sieropositiva per il fattore reumatoide.
Costituisce una delle forma di artrite idiopatica giovanile più diffuse (il 11-28% dei casi). Si manifesta maggiormente nel sesso femminile la sua incidenza maggiore si riscontra nell'infanzia.
Esistono 3 forme tipiche:
- Artrite simmetrica delle grosse articolazioni;
- Artrite simmetrica delle piccole articolazioni;
- Sinovite secca.